# Arthrolytus maculipennis
Arthrolytus maculipennis är en stekelart som först beskrevs av Walker 1835.  Arthrolytus maculipennis ingår i släktet Arthrolytus och familjen puppglanssteklar. Arten är reproducerande i Sverige. Inga underarter finns listade.